# 沃洛斯
沃洛斯（發音：[ˈvolos]）是希腊色萨利大区马格尼西亚专区的市镇，为马格尼西亚专区的首府。市镇面积为385.6平方公里，2021年人口数量为139,670人。
沃洛斯位于希腊大陸中部，是皮利翁山山腳的一座愛琴海港口城市，比鄰帕加西蒂科斯湾。沃洛斯是希臘第三大商業港口，為色萨利大区（全國最大的農業區）通往大海的唯一門戶。
部分歐洲國家（包括意大利、法國、比利時、德國、丹麥和荷蘭）在沃洛斯建立了領事館。沃洛斯有著典型的地中海氣候，全年濕度較低。沃洛斯在经历了1955年的灾难性地震后，建立了大量新的现代主义建筑。色萨利大学的主要校区位于沃洛斯。沃洛斯于2013年7月27日至8月5日主办了第七届國際天文與天體物理奥林匹克竞赛。

## 历史
沃洛斯地区，即古代的马格尼西亚，是希腊最早有人居住的地区之一。在附近的塞斯克洛和迪米尼村庄发现的定居点可以追溯到公元前七千年，而该地区的文化存在一直延续到今天。
在中世纪前期，位于沃洛斯的定居点被称为德米特里亚达。自17世纪以来。直至1821年希腊革命，皮利翁山逐渐发展成为希腊早期最重要的工业和知识中心之一。同一时期，沃洛斯城堡是奥斯曼帝国的专属区域，禁止或避免基督徒在此定居。
1830年后不久，现今的沃洛斯市开始在古城堡外建造。沃洛斯作为该地区的港口，吸引了皮利翁山居民的注意，他们最初在老城区的商店租用空间，然后开始在城堡东边建立自己的生意。
2023年，受热带风暴丹尼尔影响，沃洛斯遭洪水破坏。

## 行政
现今范围的市镇设立于2011年地方政府改革中，由原9个市镇合并而成，原市镇则成为此市镇的9个市区。沃洛斯市区（即原沃洛斯市镇）的面积为108.6平方公里，2021年人口数量为123,587人。

## 著名人物
- 喬治·德·基里科，意大利超現實畫派大師。
- 费宗·吉齐基斯，1973年-1974年间担任希腊总统。
- 范吉利斯，希臘音樂家。

## 姐妹城市
- 法國勒芒
- 保加利亚普列文
- 俄羅斯頓河畔羅斯托夫
- 塞爾維亞斯梅代雷沃
- 塞爾維亞索契
- 智利安托法加斯塔